# بيتر جلينفيل
بيتر جلينفيل (بالإنجليزية: Peter Glenville)‏ هو كاتب سيناريو ومخرج وممثل بريطاني، ولد في 28 أكتوبر 1913 بلندن في المملكة المتحدة، وتوفي في 3 يونيو 1996 بنيويورك في الولايات المتحدة بسبب نوبة قلبية.

## أعمال

### أفلام
- (1964) بيكيت

## ترشيحات
- جائزة الأوسكار لأفضل مخرج، عن عمل: بيكيت
- Tony Award for Best Director [الإنجليزية]‏ (1957)
- Tony Award for Best Director [الإنجليزية]‏ (1959)
- جائزة توني عن فئة أفضل إخراج لمسرحية موسيقية [الإنجليزية]‏ (1960)
- جائزة توني لأفضل إخراج مسرحي [الإنجليزية]‏ (1963)

## وصلات خارجية
- بيتر جلينفيل على موقع IMDb (الإنجليزية)
- بيتر جلينفيل على موقع ألو سيني (الفرنسية)
- بيتر جلينفيل على موقع تيرنر كلاسيك موفيز (الإنجليزية)
- بيتر جلينفيل على موقع أول موفي (الإنجليزية)
- بيتر جلينفيل على موقع قاعدة بيانات برودواي على الإنترنت (الإنجليزية)
- بيتر جلينفيل على موقع قاعدة بيانات الأفلام السويدية (السويدية)
- بيتر جلينفيل على موقع إن إن دي بي (الإنجليزية)
- بيتر جلينفيل على موقع قاعدة بيانات الفيلم (الإنجليزية)
- بيتر جلينفيل على موقع كينوبويسك (الروسية)